# 1.ª División de granaderos Panzer Feldherrnhalle
La 1.ª División de granaderos Panzer Feldherrnhalle fue una formación semi-acorazada del ejército alemán durante la Segunda Guerra Mundial.

## Historia
La división fue creada el 20 de junio de 1943 en el sur de Francia por el cambio de nombre y reorganización de la 60.ª División de Infantería que había sido destruida en Stalingrado. La mayoría de los reclutas habían sido anteriormente miembros de las SA o habían realizado un curso de formación en uno de los doce Sturm Banners repartidos por todo el Reich. El nombre Feldherrnhalle fue utilizado por el 271.º Regimiento de Infantería original o su 3.er Batallón.
Durante la formación de la división, estuvo estacionada en el área de Nimes - Montpellier. A principios de septiembre de 1943, la división participó en el desarme del 8.º Ejército italiano como parte de la Operación Achse. A finales de octubre de 1943, la división se trasladó al norte de Francia a la zona de Arrás-Doullens y a principios de diciembre de 1943 al Frente Oriental.
Aquí tomó posiciones defensivas como parte del 3.er Ejército Panzer en el área de Vitebsk. En febrero fue enviado al norte para luchar en la batalla de Narva. En mayo de 1944, regresó al Grupo de Ejércitos Centro y luchó contra la Ofensiva Soviética de Mogilev en junio.
La división fue destruida durante la ofensiva soviética de Minsk en julio de 1944, como parte de la Operación Bagration.

### Panzer-Division Feldherrnhalle (1)
La División se volvió a crear el 1 de septiembre de 1944 en Warthelager y luego en Hungría en el área de Debreczen.
El 27 de noviembre de 1944, la división pasó a llamarse Panzer-Division Feldherrnhalle y nuevamente fue destruida durante el sitio de Budapest en febrero de 1945.
La división fue recreada nuevamente como la Panzer-Division Feldherrnhalle 1.
Los restos de la división se rindieron a los soviéticos en mayo de 1945 en Deutsch-Brod.

## Comandantes

### Panzergrenadier-Division Feldherrnhalle
| n.º | Fotografía | Comandante                                              | Toma de posesión      | Abandono del cargo             | Tiempo   |
| --- | ---------- | ------------------------------------------------------- | --------------------- | ------------------------------ | -------- |
| 1   |            | Generalleutnant Otto Kohlermann (1896–1984)             | 27 de mayo de 1943    | 13 de febrero de 1944          | 262 días |
| 2   |            | Oberst Albert Henze (1894–1979)                         | 13 de febrero de 1944 | 3 de abril de 1944             | 50 días  |
| 3   |            | Generalmajor Friedrich-Carl von Steinkeller (1896–1981) | 3 de abril de 1944    | 8 de julio de 1944 (capturado) | 96 días  |
| 4   |            | Generalmajor Günther Pape (1907–1986)                   | 8 de julio de 1944    | 27 de noviembre de 1944        | 142 días |

### Panzer Division Feldherrnhalle (1)
| n.º | Fotografía | Comandante                            | Toma de posesión        | Abandono del cargo | Tiempo   |
| --- | ---------- | ------------------------------------- | ----------------------- | ------------------ | -------- |
|     |            | Generalmajor Günther Pape (1907–1986) | 27 de noviembre de 1944 | 8 de mayo de 1945  | 162 días |

## Composición de laPanzergrenadier-Division Feldherrnhalleen junio de 1943
- Division Stab'
- Füsilier-Regiment Feldherrnhalle
- Grenadier-Regiment Feldherrnhalle
- Panzer-Abteilung Feldherrnhalle
- Panzer-Aufklärungs-Abteilung Feldherrnhalle
- Artillerie Regiment Feldherrnhalle
- FlaK-Bataillon Feldherrnhalle
- Pionier-Bataillon Feldherrnhalle
- Nachrichten-Kompanie Feldherrnhalle